# Walter Crane

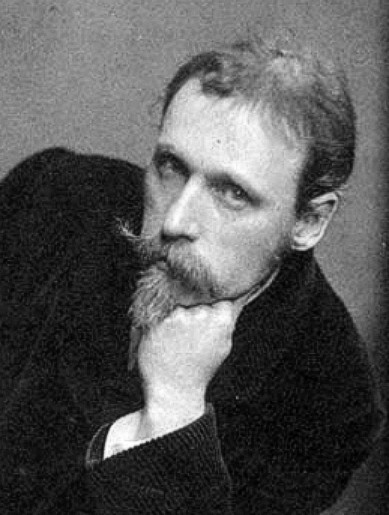
Walter Crane omkring 1886.

Walter Crane, född 15 augusti 1845 i Liverpool, död 14 mars 1915 i Horsham i West Sussex, var en brittisk konstnär och medlem i Arts and Crafts-rörelsen. Han skapade målningar, illustrationer, barnböcker, kakelmålningar och annan dekorativ konst.

## Influenser

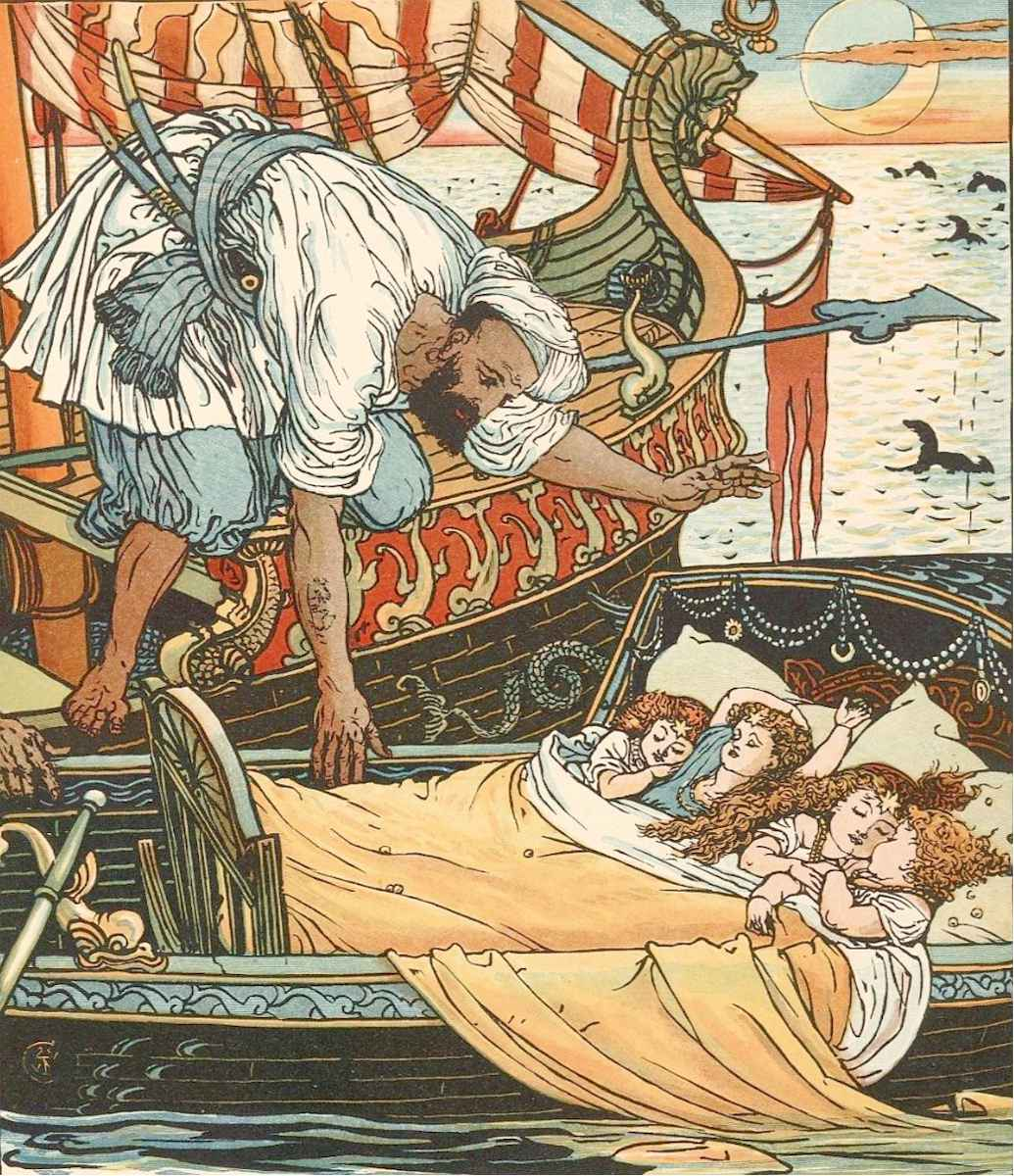
Drottning Blondines barn och syster Brunette tas upp av ett korståg efter sju dagar till havs (från sagan Princess Belle-Etoile.

Walter Crane var målaren och miniatyrmålaren Thomas Cranes näst äldste son. Han fick tidigt influenser av prerafaeliterna och var en flitig student hos John Ruskin. Några målade pappersark som illustrerade Alfred Tennysons "Lady of Shalott" väckte uppskattning hos träsnidaren William James Linton, som Crane arbetade som lärling hos 1859–1862. Som träsnidare hade han möjlighet att studera de samtida arbeten som passerade honom, av bland andra Dante Gabriel Rossetti, John Everett Millais, Sir John Tenniel, Frederick Sandys och av mästarna inom den italienska renässansen, men han influerades mer av Parthenonskulpturerna på British Museum. Ett annat viktigt inslag i utvecklingen av hans talang var studierna av japanska skriftmålningar vars metoder han imiterade i en serie leksaksböcker, som skapade ett nytt mode.
Mellan 1871 och 1873 studerade han i Rom där han fick en djup insikt i antikens liv, sagor och konst

## Målningar och illustrationer
1862 ställdes han illustration "The Lady of Shalott" ut på Royal Academy, men akademien avvisade hans övriga verk och efter öppnandet av Grosvenor Gallery 1877, vägrade han att sända bilder till Burlington House. 1864 började han att illustrera en serie barnböcker med sånger, i tre färger åt Edmund Evans. Han fick mer frihet i en serie som började med The Frog Prince (1874), som visade mycket av hans influenser från japansk konst och efter ett långt besök i Italien efter sitt giftermål 1871.

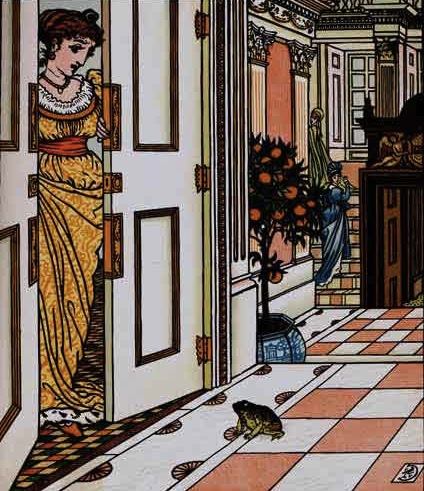
Grodan ber om tillstånd att gå in i slottet - illustration i Grodprinsen, 1874

The Baby's Opera var en bok med barnsånger som planerades 1877 tillsammans med Evans. En tredje serie av barnböcker med samlingsnamnet Romance of the Three R's innehöll lektioner illustrerade i konst för lekskolan. I hans tidiga "Lady of Shalott" hade han visat sitt intresse för att harmonisera sina illustrationer med att själv skriva poemen till bilderna, eftersom han ansåg att enhetligheten mellan kalligrafens och dekoratörens konst var en av hemligheterna i skönheten i gamla böcker.
Han följde samma linje i The First of May: A Fairy Masque av sin vän John Wise, där text och dekoration reproducerades i fotogravyr. Gåsflickeillustrationen i hans Household Stories from Grimm (1882) reproducerades i väv av William Morris.
Floras fest fick litografiska reproduktioner av Cranes teckningar med akvarell. Elsa Beskows Blomsterfesten i täppan har tydliga influenser från Floras fest. Han dekorerade i färg även The Wonder Book av Nathaniel Hawthorne och Margaret Delands Old Garden. 1894 samarbetade han med William Morris i siddekorationen av The Story of the Glittering Plain, som publicerades av Kelmscott Press och som gavs ut i 1600-talsstil i italienskt och tyskt träsnitt. Crane illustrerade även utgåvor av Edmund Spensers Faerie Queene och The Shepheard's Calendar. 
Crane skrev och illustrerade tre poesiböcker, Queen Summer (1891), Renascence (1891) och The Sirens Three (1886).
Han illustrerade sagor som Blåskägg, Askungen och Ali Baba.

## Socialism
Från tidigt 1880-tal, till en böjan under influenser av William Morris, var Crane nära sammankopplad med socialiströrelsen. Han gjorde lika mycket som Morris för att föra konsten ut i det dagliga livet hos alla klasser. Han ägnade mycket tid åt design av textilier, tapeter och dekoration av hus, men han använde även sin konst för att främja socialismens sak. Under lång tid bidrog han med teckningar varje vecka till de socialistiska tidningarna Justice, The Commonweal och The Clarion. Många av dessa gick under samlingsnamnet Teckningar för saken. Han lade ner mycket tid och energi på arbeten åt Art Workers Guild och Arts and Crafts Exhibition Society, som grundades av honom 1888.

## Sena arbeten
Walter Cranes egna stafflibilder, med kontroversiella ämnen, bland annat "The Bridge of Life" (1884) och "The Mower" (1891), ställdes ut regelbundet på Grosvenor Gallery och senare på New Gallery. "Neptune's Horses" ställdes ut på New Gallery 1893.
Bland hans varierande arbeten finns gipsreliefer, kakel, glasmålningar, lerkrukor, tapeter och textildesign, allt enligt principen att konstnärens arbete är friast och bäst utan direkta referenser till naturen, och bör lära sig formgivningen genom att använda hjärtat. En utställning av hans arbeten hölls på Fine Art Societys gallerier på Bond Street 1891 och fördes till USA samma år av Crane själv. Efter det ställdes konsten ut i Tyskland, Österrike och Skandinavien. Dessa utställningar gav honom internationell uppmärksamhet.
Crane blev medlem i Water Colour Society 1888. Han var examinator vid Science and Art Department på South Kensington Museum (numera Victoria & Albert Museum, designchef på Manchester Municipal school (1894), konstchef på Reading College (1896) och under en kort tid 1898 rektor på Royal College of Art. Hans föreläsningar i Manchester publicerades med illustrerade teckningar som Designens grunder (1898) samt Linje och form (1900).